# Long Daoyi
Long Daoyi (en chino: 龙道一; 6 de marzo de 2003) es un deportista chino que compite en saltos de trampolín.
Participó en los Juegos Olímpicos de París 2024, obteniendo una medalla de oro en la prueba de trampolín 3 m sincro (junto con Wang Zongyuan).
Ganó tres medallas en el Campeonato Mundial de Natación, en los años 2023 y 2024.

## Palmarés internacional
| Juegos Olímpicos   | Juegos Olímpicos | Juegos Olímpicos  | Juegos Olímpicos     |
| Año                | Lugar            | Medalla           | Prueba               |
| ------------------ | ---------------- | ----------------- | -------------------- |
| 2024               | París (Francia)  | Medalla de oro    | Trampolín 3 m sincro |
| Campeonato Mundial |                  |                   |                      |
| Año                | Lugar            | Medalla           | Prueba               |
| 2023               | Fukuoka (Japón)  | Medalla de oro    | Trampolín 3 m sincro |
| 2023               | Fukuoka (Japón)  | Medalla de bronce | Trampolín 3 m        |
| 2024               | Doha (Catar)     | Medalla de oro    | Trampolín 3 m sincro |